# Ishpeming
Ishpeming è una città statunitense dello stato del Michigan, nella contea di Marquette.
È considerata la culla dello sci negli Stati Uniti ed è la sede della National Ski Hall of Fame.
Il nome proviene dalla lingua Anishinaabe con il significato di "in cima" o "da sopra". Nel dialetto Ojibway significa "Paradiso".
Fra gli altri, dette i natali allo scrittore Robert Traver (1904 - 1991).